# USS Grenadier (SS-210)
USS Grenadier (SS-210) – підводний човен військово-морських сил США типу «Тамбор», котрий взяв участь у бойових діях Другої Світової війни.   
Човен спорудили на належній військово-морським силам США верфі Portsmouth Naval Shipyard у Кіттері, штат Мен.    
Певний час Grenadier перебував у Атлантиці, проте менш ніж через три тижні після нападу японців на Перл-Гарбор вирушив туди.

## Походи
Всього човен здійснив шість бойових походів

### 1-й похід
Тривав з 4 лютого по 23 березня 1942 та завершився поверненням до Перл-Гарбору. Grenadier діяв на схід від острова Хонсю, де 7 березня торпедував та пошкодив судно «Asahisan Maru» (4551 тон, буде потоплене авіацією у липні 1944).

### 2-й похід
Тривав з 11 квітня по 8 червня 1942 та завершився поверненням до Перл-Гарбору. Човен діяв у північній частині Східнокитайському морі, де 1 травня за сотню кілометрів на південний захід від Нагасакі помилково потопив радянське судно «Ангарстрой» (4760 тон), а 8 травня за три сотні кілометрів на південний захід від Нагасакі знищив японський транспорт. 25 травня Grenadier відкликали із зони патрулювання для формування «завіси» із підводних човнів напередодні битви при Мідвеї.

### 3-й похід
13 липня 1942-го Grenadier вирушив до східних Каролінських островів для дій в районі атолу Трук, де ще до війни японці створили потужну базу ВМФ (до лютого 1944-го звідси провадились операції у цілому ряді архіпелагів). Хоча човен доповів про потоплення танкеру, проте післявоєнні дослідження не підтвердили цього. Взагалі Grenadier мав численні зустрічі з ворожими суднами, проте активні дії японської авіації (літаки виявляли більше 40 разів) завадили проведенню атак. 18 вересня човен прибув до Фрімантлу на західному узбережжі Австралії.

### 4-й похід
Тривав з 13 жовтня по 10 грудня 1942-го та завершився поверненням до Фрімантлу. Grenadier діяв у Південнокитайському морі, де 29 жовтня виставив міни у Тонкінській затоці на підходах до в’єтнамського порту Хайфон, а 12 листопада біля узбережжя південного В’єтнаму потопив рятувальний буксир «Хоккай-Мару» (457 тон).

### 5-й похід
Тривав з 1 січня по 20 лютого 1943-го та завершився поверненням до Фрімантлу. 10 січня в Яванському морі за сотню кілометрів на північ від Сурабаї Grenadier потопив артилерійським вогнем сампан. Через два дні човен вночі обстріляв з гармати буксир із баржею і також претендував на їх знищення. Втім, подальші дії поблизу острова Борнео не принесли успіху.

### 6-й похід
20 березня 1943-го Grenadier вийшов із Фрімантлу та попрямував до району бойового патрулювання у Малаккській протоці.

## Обставини загибелі
21 квітня на північному виході з протоки, за півтори сотні кілометрів на південний захід від Пхукету, човен помітив японський літак та занурився. Втім, ворожі авіатори також побачили Grenadier і скинули бомби, котрі пошкодили човен, який перебував тоді на глибині 35 – 40 метрів. Grenadier втратив енергію та ліг на дно на глибині 83 метра. 
Під час спроби відновити енергопостачання на субмарині спалахнула пожежа у машинному відділенні, двері до якого задраїли після виходу звідти людей. Через півгодини до машинного відсіку увійшла пожежна команда у протигазах та приборкала вогонь. Втім, проведене після цього обстеження показало, що через пошкодження клапану до відсіку надходила вода, яка викликала короткі замикання та пошкодження обладнання. Команда вичерпувала воду з машинного відділення та відрами переносила її до торпедного відсіку, допоки не вдалось за допомогою протягнутого від головної акумуляторної батареї кабелю запустити помпу.
Після 13 годин перебування у підводному положенні Grenadier зміг сплисти на поверхню. Оскільки надій відремонтувати двигуни не було, командир вирішив спробувати викинутись на берег, де команда могла б сховатись у джунглях. Щоб якось сприяти наближенню до цілі на човні змайстрували парус, проте він не допоміг через відсутність вітру. Вранці 22 квітня всі роботи перервало наближення ворожого патрульного корабля та транспортного судна. Також до місця бою прибув літак. Останній змогли відігнати зенітним вогнем, а скинута ним бомба розірвалась у 60 метрів від човна.
Командир Grenadier вважав недоцільним занурюватись в умовах відсутності енергії та наказав готуватись до полишення корабля. Екіпаж спалив секретні документи і затопив човен відкривши кінгстони. Японці підібрали з води 76 офіцерів і матросів, 72 з яких змогли вижити у таборах військовополонених.

## Бойовий рахунок
| Дата       | Назва       | Тип                | Тоннаж | Місце             |
| 08.05.1942 | Тайо Мару   | транспорт          | 14457  | 30°40'N 127°54'E  |
| 12.11.1942 | Хоккай Мару | рятувальний буксир | 457    | 11°18'N, 109°02'E |

Також човен помилково потопив радянське судно Ангарстрой (4760 тон).